# 西本茉生
西本 茉生（にしもと まいき、1998年10月19日 ）は、日本の俳優、タレントであり、男女7人組のダンス&ボーカルグループ・GENICのメンバー。岡山県出身。エイベックス・クラン所属。

## 経歴

### 2017年
4月22日 - 2018年3月31日：ダンスボーカルグループとしてデビューを目指す育成ユニット、α‐X's（アクロス）のメンバーとして活動。

### 2019年
6月7日：avexの新たなダンス&ボーカルa-genic PROJECTにMAIKIとして活動。
11月15日：GENICのメンバーとして「SUNGENIC ep」を配信リリースし、活動開始。

### 2021年
11月22日：スポーツデポ・アルペン限定ナイキアパレルキャンペーンアンバサダーに起用。

### 2023年
10月16日：メンズデジタル写真集「DEEP BEAT」配信開始。

### 2024年
2月5日：FM-NIIGATAにて、メインパーソナリティを務めるラジオ番組「VIP GROUP Presents GENICのうたた寝RADIO」が開始。。

### 2025年
8月：舞踊『伝統芸能の今 -夢幻-』にて、全国7ヶ所12公演に出演。

## 人物
- GENICのリーダー [10]。
- 愛称：「まいたん」[10]
- メンバーカラー：黄色 [1]

## 出演

### テレビドラマ
- 体感予報 （2023年9月28日、2023年10月5日、MBS 毎日放送 ドラマシャワー）[11]。

### ラジオ
- VIP GROUP Presents GENICのうたた寝RADIO（2024年2月5日 - 、月曜12:00 - 、FM- NIIGATA）[12]

### 舞台
- 舞踊『伝統芸能の今 -夢幻-』（2025年8月7日 宝生能楽堂 / 8月9日 京都観世会館 / 8月9日 大槻能楽堂 / 8月16日 大濠公園能楽堂 / 8月17日 名古屋能楽堂 / 8月21日 君津市民文化ホール / 8月23日 身曾岐神社）

### 写真集
- メンズデジタル写真集「DEEP BEAT」（2023年10月16日、秋田書店）

### その他
- スポーツデポ・アルペン限定ナイキアパレルキャンペーン「HERE WE GO～踏み出そう 寒さを楽しもう～」キャンペーンアンバサダー（2021年）